# Francisco Pizarro (football, 1971)
Pour les articles homonymes, voir Francisco Pizarro (homonymie) et Fortunat.
Francisco Pizarro Fortunat, né le 3 mars 1971 à Lima au Pérou, est un footballeur international péruvien qui jouait au poste de gardien de but avant de devenir entraîneur.

## Biographie

### Carrière de joueur

#### En club
Formé au Sporting Cristal, il y commence sa carrière en 1990 et devient champion du Pérou en 1991.
Après un passage par le León de Huánuco entre 1992 et 1993, il signe à l'Alianza Lima en 1994 et y remporte son deuxième championnat du Pérou en 1997. 
Entre 1998 et 2004, il change maintes fois de club (Alianza Atlético, Juan Aurich, Deportivo Municipal, FBC Melgar, Unión Huaral et Atlético Universidad) avant de revenir au Sporting Cristal en 2005 et s'octroyer son troisième titre de champion du Pérou.
Après une dernière pige à l'Atlético Universidad, il retourne à l'Alianza Lima en 2006 pour soulever son quatrième titre (le deuxième avec l'Alianza). Il prend sa retraite l'année suivante non sans jouer sa quatrième Copa Libertadores : au total il aura joué 12 matchs dans cette compétition, tous disputés sous le maillot de l'Alianza.

#### En sélection
Auteur de six matchs avec l'équipe du Pérou entre 1994 et 1996, il encaisse cinq buts en sélection.

### Carrière d'entraîneur
Habituel préparateur de gardiens, Francisco Pizarro devient entraîneur par intérim à l'Alianza Lima en 2013 (neuf matchs dirigés) puis en 2015. Rebelote au Deportivo Municipal où il exerce l'intérim deux fois en 2017.
En 2023, il est nommé à la tête de l'Ecosem Pasco (en Copa Perú) à la suite du départ de Roberto Arrelucea. La même année, il est annoncé à l'UTC de Cajamarca en remplacement de l'Argentin Marcelo Grioni.

## Palmarès(joueur)
| Sporting Cristal - Championnat du Pérou (2) : - Champion : 1991 et 2005. |  | Alianza Lima - Championnat du Pérou (2) : - Champion : 1997 et 2006. |